# Harmanivka, Kompaniivka
Harmanivka (în ucraineană Гарманівка) este localitatea de reședință a comunei Harmanivka din raionul Kompaniivka, regiunea Kirovohrad, Ucraina.

## Demografie
Componența lingvistică a localității Harmanivka
     Ucraineană (97,22%)
     Rusă (1,62%)
     Alte limbi (0,92%)
Conform recensământului din 2001, majoritatea populației localității Harmanivka era vorbitoare de ucraineană (97,22%), existând în minoritate și vorbitori de rusă (1,62%).